# Conrad von Pappenheim (Jägermeister)
Conrad III. von Pappenheim (* vor 1419; † 14. April 1482 in Pappenheim) war Jägermeister unter Herzog Wilhelm III. sowie herzoglicher Rat und sächsischer Hofmeister.

## Leben
Conrad von Pappenheim war der Sohn des Haupt II. von Pappenheim († 1438) und seiner Frau Corona von Rotenstein († 1412/14/19). Unter Herzog Wilhelm III. von Bayern-München war er 1431 Jägermeister sowie 1433 auch dessen Rat. Für letzteres erhielt er gemäß einer Quittung vom 22. August 1434 jährlich 100 fl. rheinisch. Im Jahre 1435 unternahm er eine Reise nach Jerusalem. Er war vermählt mit Dorothea von Laber († 1477). Ein Jahr später, 1436, bekam er von seinem Vater zusammen mit seinem Bruder Heinrich XI. von Pappenheim die Herrschaft über Schloss Spielberg am Hahnenkamm sowie Besitzungen in Schweinspoint. 1438 erhielt er von Kurfürst Friedrich II. von Sachsen das Lehen Gräfenthal und wurde damit zum Begründer der Pappenheimer Linie Gräfenthal. 1465 wurde er mit dem Erbe seiner Frau, der Reichsherrschaft Breitenegg belehnt, die er aber 1473 an die Herren von Wildenstein verkaufte. Die Pappenheim’sche Linie Gräfenthal erlosch 1599 mit dem Tod des Christoph Ulrich von Pappenheim.

## Nachkommen
- Achatius I. von Pappenheim, verstarb bereits in jungen Jahren
- Georg I. von Pappenheim († 1470) ⚭ Praxedis Pflug von Rabenstein
- eine namentlich nicht bekannte Tochter war mit einem Herrn von Rechberg vermählt